# Furmanowka (Kaliningrad, Nesterow)
Furmanowka (russisch Фурмановка, deutsch Alt Kattenau, 1928–1945 Neu Trakehnen, litauisch Senoji Katniava) ist eine Siedlung im Nordwesten des Rajon Nesterow in der russischen Oblast Kaliningrad. Sie gehört zur kommunalen Selbstverwaltungseinheit Stadtkreis Nesterow. Zu Furmanowka gehört auch das ehemalige Kattenau, das nach 1945 als Sawety zunächst ein eigenständiger Ort blieb.

## Geographische Lage
Furmanowka liegt zehn Kilometer nordwestlich der Rajonshauptstadt Nesterow (Stallupönen/Ebenrode) und ist von dort über die Kommunalstraße 27K-183 zu erreichen, die sich nach Süden zur Föderalstraße A229 und zur nächsten Bahnstation Diwnoje-Nowoje (Trakehnen) an der Bahnstrecke Kaliningrad–Tschernyschewskoje fortsetzt.

## Geschichte

### Alt Kattenau (Neu Trakehnen)
Wie Neu Kattenau (heute russisch: Neschinskoje) war auch Alt Kattenau ursprünglich ein Vorwerk zu Kattenau (s. u.) und grenzte direkt an die Ländereien von Trakehnen (heute russisch: Jasnaja Poljana). Das Gutsdorf kam zu Beginn des 19. Jahrhunderts auf die Zahl von 160 Einwohnern.
Bereits 887 Einwohner lebten im Jahre 1910 in Alt Kattenau. Das Dorf war in den Landkreis Stallupönen im Regierungsbezirk Gumbinnen der preußischen Provinz Ostpreußen eingegliedert. Am 30. September 1928 wurde Alt Kattenau in „Neu Trakehnen“ umbenannt und der bisherige Gutsbezirk am 30. September 1929 in eine Landgemeinde umgewandelt. Neu Trakehnen zählte 1933 insgesamt 872 Einwohner, im Jahre 1939 waren es noch 801.

#### Amtsbezirk Alt Kattenau (Neu Trakehnen)
Zwischen 1874 und 1945 war Alt Kattenau namensgebender Ort und Amtssitz des Amtsbezirks Alt Kattenau. Am 24. Juni 1874 wurde der Amtsbezirk Alt Kattenau aus acht Landgemeinden bzw. Gutsbezirken gebildet: die Landgemeinden Ipatlauken, Kummeln, Schorschinehlen und Sontagkehmen sowie die Gutsbezirke Alt Kattenau, Packledimm, Torfmoor und Schorschinehlen. Aufgrund vom Umstrukturierungen umfasste der Amtsbezirk Alt Kattenau nach seiner Umbenennung als Amtsbezirk Neu Trakehnen am 26. August 1931 noch die vier Gemeinden Kiddeln, Kummeln, Neu Trakehnen und Seehausen (bis 1928 Gut und Gemeinde Schorschinehlen), und schließlich am 1. Januar 1945 noch die Gemeinden Kummeln (russisch: Wischnjowoje), Neu Trakehnen (Furmanowka), Seehausen und Sonnenmoor (bis 1938 Kiddeln). Die beiden letzten Orte sind heute nicht mehr existent.

### Kattenau / Sawety
Das Gebiet des heutigen Rajon Nesterow war bis in das 16. Jahrhundert hinein nicht besiedelt. Es bildete so einen geeigneten Schutzwall gegen feindliche Eindringlinge aus dem Osten. Vertraglich allerdings war die Grenze zwischen dem Deutschen Orden und Litauen bereits seit 1422 festgelegt. Aber erst unter Herzog Albrecht von Preußen, Ordenshochmeister, siedelten hier Menschen an. Die erste urkundlich bekannte Siedlung war Kattow, das spätere „Kattenau“.
Das Gut Kattenau erwarb August Schawaller im Jahre 1838 vom Amtsrat Major, der gleichzeitig Oberamtmann im Remontedepot Kattenau war. Die Familie Schawaller (aus der Schweiz stammend) besaß damals bereits das Gut Dörschkehmen (1938–1945 Derschau) im Kreis Pillkallen. August Schawaller kaufte kleine Höfe am Rande des Gutswaldes Kattenau hinzu und bildete daraus das Vorwerk Amalienau (zwischen Jentkutkampen (Sadowoje) und  Swirgallen (Sawodskoje), benannt nach seiner Frau Amalie). Gut Kattenau war damals 576 Hektar groß.
Im Jahre 1910 zählte der Gutsbezirk Kattenau 96 Einwohner gegenüber 619 Einwohnern der Landgemeinde Kattenau. Beide gehörten zum Landkreis Stallupönen im Regierungsbezirk Gumbinnen in der preußischen Provinz Ostpreußen. Am 30. September 1928 wurde der Gutsbezirk Kattenau in die Landgemeinde Kattenau eingegliedert. 1933 lebten hier 734 Menschen. Am 1. Oktober 1937 wurde in die Gemeinde Kattenau die Gemeinde Mikuthelen eingegliedert, und 1939 wurden in Kattenau 696 Einwohner gezählt.
Nach 1945 kam Kattenau zur Sowjetunion und erhielt 1947 den russischen Namen Sawety (Заветы, deutsch „(Lenins) Vermächtnisse“). Gleichzeitig wurde der Ort Sitz eines Dorfsowjets im Rajon Nesterow, den er aber vor 1968 an Watutino abtreten musste.

#### Amtsbezirk Kattenau (1874–1945)
Kattenau war zwischen 1874 und 1945 namensgebender Ort und Sitz des Amtsbezirks Kattenau. Er wurde am 24. Juni 1874 aus neun Landgemeinden und einem Gutsbezirk gebildet:
| Name (bis 1938)            | Name (1938–1946) | Russischer Name | Bemerkungen                                 |
| -------------------------- | ---------------- | --------------- | ------------------------------------------- |
| Landgemeinden:             |                  |                 |                                             |
| Degimmen                   | --               | --              | bereits 1908 nicht mehr genannt             |
| Dräweningken               | Dräwen           | --              |                                             |
| Kattenau                   | Kattenau         | Sawety          |                                             |
| Kiaulacken                 | Quellbruch       | --              |                                             |
| Mikuthelen                 | --               | --              | 1937 nach Kattenau eingemeindet             |
| Noruszuppen (Noruschuppen) | Altenfließ       | --              |                                             |
| Schwentakehmen             | Schwanen         | --              |                                             |
| Tutschen                   | Tutschen         | Watutino        |                                             |
| Willkinnen                 | Willdorf         | Scholochowo     |                                             |
| Gutsbezirk:                |                  |                 |                                             |
| Kattenau                   | --               | --              | 1928 in die Gemeinde Kattenau eingegliedert |

Am 1. Januar 1945 gab es noch sieben Gemeinden, die den Amtsbezirk Kattenau bildeten und von denen heute nur noch drei Orte existieren: Altenfließ, Dräwen, Kattenau (Sawety), Quellbruch, Schwanen, Tutschen (Watutino) und Willdorf (Scholochowo).

#### Sawetinski selski Sowet/okrug 1947–2008
Der Dorfsowjet Sawetinski selski Sowet (ru. Заветинский сельский Совет) wurde im Juni 1947 im Rajon Nesterow eingerichtet. Sein Verwaltungssitz befand sich zunächst in Sawety. Vor 1968 wurde der Verwaltungssitz nach Watutino verlegt und seit vor 1988 befand sich dieser in Sadowoje. Nach dem Zerfall der Sowjetunion bestand die Verwaltungseinheit als Dorfbezirk Sawetinski selski okrug (ru. Заветинский сельский округ). Im Jahr 2008 wurden die verbliebenen Orte des Dorfbezirks in die neu gebildete Landgemeinde Iljuschinskoje selskoje posselenije eingegliedert.
| Ortsname                               | Name bis 1947/50                           | Bemerkungen |
| -------------------------------------- | ------------------------------------------ | --- |
| Bolschoje Mostowoje (Большое Мостовое) | Jucknischken, 1938–1945:„Föhrenhorst“      | Der Ort wurde 1950 umbenannt und vor 1975 verlassen. |
| Briketnoje (Брикетное)                 | Neu Budupönen, 1938–1945:„Neupreußenfelde“ | Der Ort wurde 1950 umbenannt und vermutlich vor 1975 an den Ort Kalinowo angeschlossen.                                                                  |
| Furmanowka (Фурмановка)                | Alt Kattenau, 1928–1945: Neu Trakehnen     | Der Ort wurde 1947 umbenannt. |
| Kalinowo (Калиново)                    | Alt Budupönen, 1938–1945:„Altpreußenfelde“ | Der Ort wurde 1947 umbenannt. |
| Krasnoretschenskoje (Краснореченское)  | Bruszen, 1938–1945:„Kiesfelde“             | Der Ort wurde 1947 (als „Bridschen“) umbenannt und vor 1975 verlassen.                                                                                   |
| Kubanskoje (Кубанское)                 | Eyßeln und Neusorge                        | Der Ort wurde 1950 umbenannt und war zunächst in den Dorfsowjet Tschkalowski eingeordnet.                                                                |
| Neschinskoje (Нежинское)               | Neu Kattenau                               | Der Ort wurde 1950 umbenannt und war zunächst in den Dorfsowjet Tschkalowski eingeordnet.                                                                |
| Orlowskoje (Орловское)                 | Kalbassen, 1938–1945:„Schwaighöfen“        | Der Ort wurde 1947 umbenannt und 1997 aus dem Ortsregister gestrichen.                                                                                   |
| Sadowoje (Садовое)                     | Jentkutkampen, 1938–1945:„Burgkampen“      | Der Ort wurde 1947 umbenannt und war seit vor 1988 der Verwaltungssitz.                                                                                  |
| Sawety (Заветы)                        | Kattenau                                   | Der Ort war bis vor 1968 der Verwaltungssitz. Er wurde um 1980 an Furmanowka angeschlossen.                                                              |
| Sawodskoje (Заводское)                 | Schwirgallen, 1938–1945:„Eichhagen“        | Der Ort war zunächst als Schaturskoje in den Rajon Krasnosnamensk eingegliedert worden und bekam spätestens in den 1970er Jahren den Namen Sawodskoje.   |
| Scholochowo (Шолохово)                 | Willkinnen, 1938–1945:„Willdorf“           | Der Ort wurde 1950 umbenannt und war zunächst in den Dorfsowjet Prigorodny eingeordnet.                                                                  |
| Seljonoje (Зелёное)                    | Grünhaus                                   | Der Ort wurde 1947 umbenannt und war zunächst in den Dorfsowjet Tschkalowski eingeordnet.                                                                |
| Simonowka (Симоновка)                  | Uszdeggen/Uschdeggen, 1938–1945:„Raineck“  | Der Ort wurde 1947 umbenannt und vor 1975 verlassen. |
| Watutino (Ватутино)                    | Tutschen                                   | Der Ort wurde 1947 umbenannt und war von vor 1968 bis vor 1988 der Verwaltungssitz.                                                                      |
| Wischnjowoje (Вишнёвое)                | Kummeln                                    | Der Ort wurde 1950 umbenannt und war zunächst in den Dorfsowjet Krasnogorski im Rajon Gussew eingeordnet. Er wurde 1997 aus dem Ortsregister gestrichen. |
| Woronzowo (Воронцово)                  | Bersbrüden                                 | Der Ort wurde 1947 umbenannt und vor 1975 verlassen. |
| Wyssokoje (Высокое)                    | Schilleningken, 1938–1945:„Hainau“         | Der Ort wurde 1950 umbenannt. |

Außerdem wurde im Jahr 1947 noch der Ort Matrossowka („Schnigunen“, Budszuhnen/Budschuhnen/Eschenhöhe ?) in den Sawetinski selski Sowet eingegliedert. Falls dieser Ort existiert hat, wurde er vor 1975 verlassen.

### Furmanowka
Infolge des Zweiten Weltkrieges kam Neu Trakehnen zur Sowjetunion. Im Jahr 1947 erhielt der Ort (als Alt Kattenau) die russische Bezeichnung Furmanowka und wurde gleichzeitig in den Dorfsowjet Sawetinski selski Sowet (s. o.) im Rajon Nesterow eingeordnet. Um 1980 wurde der Ort Sawety (s. o.) an Furmanowka angeschlossen. Von 2008 bis 2018 gehörte Furmanowka zur Landgemeinde Iljuschinskoje selskoje posselenije und seither zum Stadtkreis Nesterow. Bei den letzten beiden Volkszählungen von 2002 und 2010 waren in Furmanowka 661 bzw. 631 Einwohner registriert.

## Burg Otholichien
Nicht weit von der später erbauten Kirche entfernt befand sich auf einem Hügel, der wie künstlich aufgeschüttet wirkte, die pruzzische Wallburg Otholichien. Sie wurde 1274 vom Orden zerstört.

## Kirche

### Kirchengebäude
In Kattenau entstand nach Pillupönen (1938–1946 Schloßbach, heute russisch: Newskoje) 1560 die zweite Kirche in der Region Stallupönen. Ein Nachfolgebau von 1755 brannte 1805 ab und wurde 1811 durch einen schlichten Saalbau ohne Turm ersetzt. Die Glocken hingen in einem separaten hölzernen Glockenstuhl auf der Westseite.
1944/1945 wurde die Kirche kaum beschädigt. Danach jedoch wurde sie von einem Landwirtschaftsbetrieb als Lagerraum zweckentfremdet. Im Jahre 1980 gab man sie auf und sie verfiel. 1992 wurden die Ruinenreste abgerissen.

### Kirchengemeinde
Im Zuge der Besiedlung im 16. Jahrhundert, gleichzeitig mit der Einführung der Reformation entstanden durch Urbarmachung Bauernstellen, die zu Kirchspielen zusammengefasst wurden, in deren Mittelpunkt Kirchen entstanden. So wurde auch Kattenau frühzeitig ein Kirchdorf, zu dem ab 1589 ein Pfarrsitz gehörte. Die Predigtsprache war jahrhundertelang die litauische Sprache, weil sie auch Umgangssprache war.
Einst der Inspektion Insterburg (Tschernjachowsk) zugehörig war das von einer überwiegend evangelischen Bevölkerung bewohnte Kattenau bis 1945 Teil des Kirchenkreises Stallupönen (1938–1946 Ebenrode) in der Kirchenprovinz Ostpreußen der Kirche der Altpreußischen Union.
In den 1990er Jahren entstand im benachbarten Jasnaja Poljana (Groß Trakehnen) eine neue evangelische Gemeinde vornehmlich aus Russlanddeutschen, die sich der neugebildeten Propstei Kaliningrad der Evangelisch-Lutherischen Kirche Europäisches Russland eingliederte. Die zuständigen Pfarrer sind die der Salzburger Kirche in Gussew (Gumbinnen).

### Pfarrer 1560–1945
In Kattenau amtierten von der Reformationszeit bis zum Zweiten Weltkrieg als evangelische Geistliche:
| - Jacob Hoffman, bis 1575 - NN., 1576 - George Buchholtz, bis 1595 - Caspar Machler, 1595–1635 - Justin Gallus, ab 1632 - Johann Klein, 1633–1662 - Ernst Ditzel, 1659–1661 - Theophilus Schultz, 1662–1673 - Philipp Ruhig, 1674–1675 - Michael Schultz, 1675–1710 - Sebastian Beier, 1692–1695 - Friedrich Behrent, 1695–1700 - Alexander Feiff, 1700–1707 - Christian Musculus, 1707–1710 | - Johann Gabriel Krause, 1710–1726 - Heinrich Günther Plewe, 1727–1751 - Carl Gustav Voß, 1751–1767 - Johann Andreas W.M. Zippel, 1767–1790 - Friedrich Gottlieb Hahn, 1790–1805 - Friedrich Hassensetin, 1805–1813 - Benjamin Lebrecht Hinz, 1813–1824 - Carl L.Th. Kalau vom Hofe, 1824–1849 - Wilhelm August Fritz, 1850–1882 - Christoph Gottlieb Pohl, 1882–1903 - Hermann Robert Jopp, 1903–1909 - Arthur Br. Hch. Pipirs, 1910–1924 - Hermann Pilzecker, 1925–1937 - Klaus Wegner, 1937–1945 |

Die Pfarrer Michael (Johann) Schultz (litauisch: Jonas Šulcas), Johann Klein (Jonas Kleinas), Ernst Ditzel (Ernestas Dicelijus), Theophil Schultz (Teofilis Šulcas) und Christoph Pohl (Kristofas Polis) traten hervor in ihrem Einsatz für die litauische Sprache und die Pflege des litauischen Brauchtums.

## Persönlichkeiten des Ortes
- Philipp Ruhig (litauisch: Pilypas Ruigys; 1675–1749), lutherischer Theologe, Philosoph und Philologe
- Dieter Ruddies (* 28. Oktober 1921 in Alt Kattenau; † 20. Oktober 2015[14]), Firmengründer der Burgbad AG in Schmallenberg/Sauerland
- Werner Gitt (* 1937 in Uschdeggen), deutscher Diplomingenieur für Regelungstechnik und Informationstechnologie
- Siegfried Höchst (* 28. Juli 1939 in Alt Kattenau; † 1991), deutscher Schauspieler, Regisseur und Pädagoge